# Katastrofa lotu Delta Air Lines 723
Katastrofa lotu Delta Air Lines 723 – katastrofa lotnicza, która wydarzyła się 31 lipca 1973 roku w Stanach Zjednoczonych. McDonnell Douglas DC-9-31 amerykańskich linii Delta Air Lines rozbił się podczas podchodzenia do lądowania na lotnisko w Bostonie. W wyniku katastrofy zginęło 89 osób, wszyscy znajdujący się na pokładzie.

## Samolot
McDonnell Douglas DC-9-30 to wąskokadłubowy odrzutowy samolot pasażerski średniego zasięgu produkowany w Stanach Zjednoczonych od 1967 roku. Na swym pokładzie mógł pomieścić 115 pasażerów.
Samolot, który uległ katastrofie, został wyprodukowany w 1967 roku pod numerem seryjnym 47075 i dostarczony do Northeast Airlines. Następnie trafił do Delta Air Lines w wyniku połączenia dwóch przewoźników. Samolot nosił numer rejestracyjny N975NE, napędzany był dwoma silnikami Pratt & Whitney JT8D, a w momencie katastrofy miał na swoim koncie 14 639 godzin lotu.

## Załoga
Załogę lotu 723 Delta Air Lines w dniu 31 lipca 1973 roku stanowiło 6 osób:
- John N. Streil (49 lat) – kapitan, posiadał licencję ATPL (Airline Transport Pilot License) numer 256454. Miał na swoim koncie 14 840 godzin lotu, w tym 1457 w DC-9.
- Sidney W. Burrill (31 lat) – pierwszy oficer, posiadał licencję CPL (Commercial Pilot Licence) numer 164885. Miał na swoim koncie 6994 godzin lotu w tym 217 na DC-9.
- Patricia H. Humphreys (29 lat) – stewardesa
- Ann L. Moore (33 lata) – stewardesa
- Janice L. Wilson (26 lat) – stewardesa
- Joseph E. Burrell (52 lata) – pilot, obserwator, posiadał licencję ATPL (Airline Transport Pilot License) numer 167756. W Northeast Airlines został zatrudniony w 1957 roku, jednak 10 lat później, w 1967 roku zdiagnozowano u niego Chorobę Parkinsona. W 1973 powrócił do linii lotniczych, gdzie rozpoczął trening na symulatorach DC-9, a także dopuszczono go do lotów w roli obserwatora.

## Przebieg wydarzeń
Lot 723 Delta Air Lines 31 lipca 1973 roku był planowym lotem pasażerskim z miasta Burlington do Bostonu. Załoga wykonała nieplanowe międzylądowanie w Manchesterze (stan New Hampshire), ponieważ inny lot do Bostonu został tego dnia odwołany, w związku z czym podjęto decyzję o zabraniu jego pasażerów. DC-9 wystartował z Manchesteru o 10:50 z 83 pasażerami, 5 osobami załogi i jednym obserwatorem na pokładzie i miał do przebycia około 70 kilometrów.
Zaledwie 15 minut później, o 11:05 wieża kontroli w Bostonie wyraziła zgodę na podejście ILS na pas 4R, po czym załoga rozpoczęła zniżanie. O 11:07 kontroler wydał zgodę na lądowanie, był to ostatni komunikat otrzymany i rozpoznany przez załogę. O 11:08 maszyna uderzyła w falochron ponad 900 metrów przed pasem startowym i około 50 metrów na prawo od jego linii. 
W wyniku uderzenia samolot uległ zniszczeniu i stanął w płomieniach. Kadłub samolotu został odnaleziony na pasie startowym, niemal w całości strawiony przez ogień.

## Akcja ratunkowo-poszukiwawcza
Trzech pracowników firmy budowlanej znajdujących się w pobliżu zobaczyło pożar na pasie 4R, natychmiast wyruszyli oni na miejsce katastrofy. Kierowca po zostawieniu dwóch kompanów w pobliżu miejsca zdarzenia, udał się w kierunku straży pożarnej znajdującej się na lotnisku, gdzie zaalarmował ratowników. Około 10 minut od zdarzenia na miejscu pojawiły się jednostki straży pożarnej, kabina pasażerska wciąż płonęła. 
W akcję ratunkowo-poszukiwawczą została włączona miejscowa policja i straż przybrzeżna, w stan gotowości postawiono również miejscowe szpitale, spodziewając się odnalezienia wielu rannych.
W wyniku akcji ratunkowej odnaleziono dwie ranne osoby. Jedna zmarła dwie godziny po katastrofie. Druga doznała oparzeń trzeciego i czwartego stopnia oraz ciężkich obrażeń kończyn dolnych. Zmarła 11 grudnia 1973 roku, ponad 4 miesiące od katastrofy. 

## Śledztwo
Śledztwo, mające na celu zbadanie przyczyn katastrofy lotu 723, prowadziła Narodowa Rada Bezpieczeństwa Transportu. Z wydobytych z wraku rejestratorów (parametrów lotu i rozmów w kokpicie) oraz przeprowadzonych symulacji, śledczy wywnioskowali, iż w ostatniej fazie lotu, załoga nieumyślnie włączyła tryb "Go-Around" zamiast właściwego trybu "Podejście". To spowodowało zmieszanie w kokpicie, a także niestabilne zniżanie oraz odchylenia od ścieżki podejścia. Bazując na zapisach z rejestratora rozmów w kokpicie, wywnioskowano również iż załoga nie zgłaszała wysokości na jakiej się znajduje, nawet kiedy samolot znajdował się poniżej wysokości decyzji. Z kolei kontroler odpowiedzialny za podejście DC-9, zajęty uniknięciem kolizji dwóch innych maszyn podchodzących do lądowania, nie monitorował lądowania lotu 723. Ten nieszczęśliwy zbieg okoliczności i zaniedbań spowodował upadek maszyny przed pasem startowym.

## Przyczyny katastrofy
Za przyczyny katastrofy lotu 723 uznano zaniedbanie ze strony załogi samolotu i kontroli lotu, polegające na niedopilnowaniu właściwej ścieżki zniżania maszyny podczas końcowego podejścia do lądowania, przy zmienianiających się warunkach pogodowych i słabej widoczności. 